# Zamayón
Zamayón è un comune spagnolo di 206 abitanti situato nella comunità autonoma di Castiglia e León.